# آرن – پادشاهی در انتهای راه
آرن – پادشاهی در انتهای راه (به سوئدی: Arn – Riket vid vägens slut) فیلم حماسی است که براساس سه گانهٔ جان گیلو در مورد داستان شوالیه‌های معبد آرن مگنوسون ساخته شده‌است. این فیلم در ۲۲ اوت ۲۰۰۸ در سینماهای سوئد اکران شد و ادامه فیلم آرن: شوالیه معبد است، هر دو فیلم در سال ۲۰۱۰ در یک نسخه واحد انگلیسی در دی وی دی منتشر شدند.
فیلم در اسکاتلند، سوئد، دمشق، سوریه و مراکش فیلمبرداری شده‌است.

## بازیگران و شخصیت‌ها
- یوآخیم نترکویست در نقش آرن مگنوسون
- سوفیا هلین به عنوان سسیلیا آلگوتسداتر،
- آندرس باسمو کریستینسن به عنوان هارالد، دوست قابل اعتماد آرن
- مورگان آلینگ به عنوان اسکیل مگنوسون، برادر آرن
- استلان اسکاشگورد در نقش بریگر بورسا، دایی آرن
- یوئل کینامان به عنوان پادشاه اسورکر کارلسون
- گوستاو اسکاشگورد به عنوان پادشاه کانوت اریکسون، بهترین دوست آرن
- بیل اسکاشگورد به عنوان اریک ناتسون، پسر کانوت
- میلیند سمان به عنوان صلاح‌الدین
- نیکلاس بولتون در نقش جرارد رایدفورت، استادبزرگ تمپلارها
- Nijas nrnbak-Fjeldmose به عنوان Sune Folkesson
- مارتین والستروم در نقش مگنوس مونسکولد، فرزند آرن
- دریس روکه به عنوان فخر
- فانی ریزبرگ به عنوان ملکه سیسیلیا بلانکا، همسر کانوت
- زکریا آتیفی به عنوان ابراهیم
- والتر اسکاشگورد در نقش جان کانوتسون
- ازهر ادیل به عنوان بروسوا
- محمد تسولی بعنوان کدخدای دهکده
- گوران راگنستام به عنوان اسقف ارلند
- کالوم میچل به عنوان وایکینگ
- توماس بولمه

## لینک‌های اضافی
- آرن – پادشاهی در انتهای راه در بانک اطلاعات اینترنتی فیلم‌ها (IMDb)
- آرن – پادشاهی در انتهای راه در بانک اطلاعات فیلم‌های سوئدی